# 1980 في هولندا
هذه المقالة تسرد بعض الأحداث من عام 1980 متعلقة بهولندا.

## شاغلو منصب حالي
- الملكية: يوليانا ملكة هولندا حتى أبريل 30. بعد أبريل 30 بياتريكس ملكة هولندا
- رئيس الوزراء: دريس فان أغت

## أحداث

### يناير
- 1: يصبح نفق البنلوكس تحت نهر الماس الجديد (فلاردينجن/ سخيدام - Hoogvliet) مجاني الرسوم.
- 16: يتم إلغاء حظر موظفي الخدمة المدنية والسكك الحديدية من القانون الهولندي. وكان هذا الحظر جزء من أبراهام كاوبر قوانين الخنق 1903.
- 31: يوليانا ملكة هولندا تعلن أنها ستتنازل عن العرش يوم 30 أبريل لصالح ابنتها بياتريكس التي ستبلغ من العمر 42 في ذلك اليوم.

### فبراير
- 29: في أمستردام يندلع شغب عشوائي عندما حاولت الشرطة إزالة المتجاوزين من فرضية بهم في Vondelstraat. شجارات الشوارع تستمر لعدة أيام.

### مارس
- 3: يزيل الجيش الحواجز بعد أن كلفهم عمدة أمستردام باستعادة شارع فوندلسترات من واضعي اليد.
- 4: هيرمان بود Herman Bodde ينطق العبارة المشهورة: «هل نحن نريد أن نذهب إلى السد، إن لنذهب إلى السد». حدث ذلك خلال مظاهر العمال في مجمع RAI في أمستردام والجنوب، تم نقل المكان إلى هناك خوفًا من أعمال الشغب العشوائية.
- 17: وحدة متحركة انهت الحصار في المحطة النووية بورسيلي Borsele.
- 19: خوان كارلوس الأول من إسبانيا يصل في هولندا في زيارة دولية تدوم 3 أيام. وكانت هذه هي أول زيارة للملكية الإسبانية على الأراضي الهولندية منذ فيليب الثاني ملك إسبانيا في 1559.

### أبريل
- 1: تبدأ محطة NOS رسميًا بث تلي تيكست
- 3: أعلن رسميًا في الكنيسة الكبرى أنه تم بناء حي سكني جديد Lekkerkerk على مكب نفايات كيميائي. وتم اجلاء 270 عائلة المقيمة هناك، وتم إيوائهم في أماكن أخرى، ثم تم حفر الأرض تحت المازل لتطهيرها.
- 21: أول علاج بالقسطرة يتم في مستشفى سانت أنطونيوس في أوترخت.
- (30): تنازل يوليانا ملكة هولندا لصالح ابنتها بياتريكس ملكة هولندا. وشاب تتويج بياتريكس كملكة هولندا أعمال الشغب الكبيرة المعروفة باسم kroningsoproer أو أعمال شغب التتويج.

### مايو
- 8: في المواصلات العامة في المناطق الحضرية والإقليمية تم تطبيق نظام تذاكر الشريط كجزء من نظام التعريفة الوطني.

### يونيو
- مجلس النواب (هولندا) طلب من يان نيكو شولتن Jan Nico Scholten مقاطعة نفط جنوب أفريقيا. لكن الوزير فان دير كلاو كان ضد الطلب، ولم ينفذه.
- 21: الأميرة مارغريت تفتتح دورة الألعاب البارالمبية الصيفية 1980 في آرنم.
- 25: سلم رئيس الوزراء دريس فان أغت أول 37 نسمة من آلميره مفاتيح منزلهم.

### يوليو
- 25: كارثة القطار ينسوم: قطاران يصطدمان بين قريتي ينسوم وSauwerd، مما أدى إلى 9 إصابات.

### سبتمبر
- 9: تأسيس اتحاد اللغة الهولندية.
- 13: بارت فان كامبن (Bart van Kampen) أسس السوق السوداء في بيفيرفايك.

### أكتوبر
11: اجتماع دمجي بين الحزب المعادي للثورة ARP، الاتحاد المسيحي التاريخي CHU، وحزب الشعب الكاثوليكي KVP أسفر عن حزب سياسي جديد هو حزب النداء الديمقراطي المسيحي.

### ديسمبر
- 28: كبش الفداء مارينوس فان دير لوب برأ بعد وفاته من نهمة إشعال النار في مبنى الرايخستاغ بألمانيا.

## الرياضة
- الدوري الهولندي الممتاز 79–1980
- الدوري الهولندي لكرة القدم الدرجة الثانية 79–1980
- كأس هولندا 79–1980
- سباق أمستل الذهبي 1980
- هولندا في الألعاب الأولمبية الصيفية 1980